# Square Valentine-Schlegel
 (décembre 2021).
Si vous disposez d'ouvrages ou d'articles de référence ou si vous connaissez des sites web de qualité traitant du thème abordé ici, merci de compléter l'article en donnant les références utiles à sa vérifiabilité et en les liant à la section « Notes et références ».
Le square Valentine-Schlegel est un square du 14e arrondissement de Paris, dans le quartier de Plaisance.

## Situation et accès
Le site est accessible par le 17, rue Pauly.
Il est desservi par la ligne 13 à la station Plaisance.

## Origine du nom
Ce square n'avait reçu aucun nom lors de sa création, mais il était désigné sous celui de square Pauly en raison de sa proximité avec la rue éponyme, laquelle tire son nom de Mme Vieillard, née Pauly, la propriétaire des terrains sur lesquels elle avait été ouverte. 
Depuis le 13 octobre 2022, il porte le nom Valentine Schlegel (1925-2021), sculptrice et céramiste française.